# غراي (تكساس)
غراي (بالإنجليزية: Gary City, Texas)‏ هي بلدة أمريكية تقع في الولايات المتحدة في مقاطعة بانولا، تكساس. يقدر عدد سكانها بـ 303 نسمة ومساحتها 4.9 كم2 .

## التركيبة السكانية
حدّد مكتب تعداد الولايات المتحدة بيانات التركيبة السكانية لغراي في تعداد الولايات المتحدة. في ما يلي، التركيبة السكانية حسب تعدادي 2000 و2010.

### تعداد عام 2000
بلغ عدد سكان غراي 303 نسمة بحسب تعداد عام 2000، وبلغ عدد الأسر 114 أسرة وعدد العائلات 83 عائلة مقيمة في المدينة. في حين سجلت الكثافة السكانية 61.6 نسمة لكل كيلومتر مربع (159.5/ميل2). وبلغ عدد الوحدات السكنية 131 وحدة بمتوسط كثافة قدره 26.6 لكل كيلومتر مربع (68.9/ميل2).
وتوزع التركيب العرقي للمدينة بنسبة 98.68% من البيض و0.33% من الأمريكيين الأفارقة و0.33% من الأمريكيين الأصليين و0.33% من الأمريكيين ذوي الأصول الآسيوية و0.33% من عرقين مختلطين أو أكثر و1.32% من الهسبانيون أو اللاتينيون من أي عرق.
بلغ عدد الأسر 114 أسرة كانت نسبة 36.8% منها لديها أطفال تحت سن الثامنة عشر تعيش معهم، وبلغت نسبة الأزواج القاطنين مع بعضهم البعض 61.4% من أصل المجموع الكلي للأسر، ونسبة 8.8% من الأسر كان لديها معيلات من الإناث دون وجود شريك،  بينما كانت نسبة 2.6% من الأسر لديها معيلون من الذكور دون وجود شريكة وكانت نسبة 27.2% من غير العائلات. تألفت نسبة 24.6% من أصل جميع الأسر من عدة أفراد يعيشون في نفس المنزل ونسبة 15.8% كانت تتألف من شخص يعيش بمفرده يبلغ من العمر 65 عاماً أو أكثر. وبلغ متوسط حجم الأسرة المعيشية 2.66، أما متوسط حجم العائلات فبلغ 3.23.
بلغ العمر الوسطي للسكان 36.9 عاماً. وكانت نسبة 31% من القاطنين تحت سن الثامنة عشر، وكانت نسبة 6.6% بين الثامنة عشر والرابعة والعشرين عاماً، ونسبة 25.1% كانت واقعةً في الفئة العمرية ما بين الخامسة والعشرين والرابعة والأربعين عاماً، ونسبة 18.8% كانت ما بين الخامسة والأربعين والرابعة والستين، ونسبة 18.5% كانت ضمن فئة الخامسة والستين عاماً فما فوق. يوجد لكل 100 أنثى 98.0 ذكر، ويوجد لكل 100 أنثى في الثامنة عشر من عمرها فما فوق 81.7 ذكر.
بلغ متوسط دخل الأسرة في المدينة 24,219 دولارًا، أما متوسط دخل العائلة فبلغ 34,531 دولارًا. وكان متوسط دخل الذكور 31,250 دولارًا مقابل 13,125 دولارًا للإناث. وسجل دخل الفرد الخاص بالمدينة 17,151 دولارًا. وكانت نسبة 14.1% من العائلات ونسبة 20.2% من السكان تحت خط الفقر، وكان من هؤلاء نسبة 27.1% تحت سن الثامنة عشر ونسبة 20% في الخامسة والستين من العمر وما فوق.

### تعداد عام 2010
بلغ عدد سكان غراي 311 نسمة بحسب تعداد عام 2010، وبلغ عدد الأسر 109 أسرة وعدد العائلات 82 عائلة مقيمة في المدينة. في حين سجلت الكثافة السكانية 63.2 نسمة لكل كيلومتر مربع (163.7/ميل2). وبلغ عدد الوحدات السكنية 131 وحدة بمتوسط كثافة قدره 26.6 لكل كيلومتر مربع (68.9/ميل2).
وتوزع التركيب العرقي للمدينة بنسبة 93.89% من البيض و1.93% من الأمريكيين الأفارقة و0.64% من الأمريكيين الأصليين و0.64% من الأمريكيين ذوي الأصول الآسيوية و2.25% من الأعراق الأخرى و0.64% من عرقين مختلطين أو أكثر و2.57% من الهسبانيون أو اللاتينيون من أي عرق.
بلغ عدد الأسر 109 أسرة كانت نسبة 39.4% منها لديها أطفال تحت سن الثامنة عشر تعيش معهم، وبلغت نسبة الأزواج القاطنين مع بعضهم البعض 55% من أصل المجموع الكلي للأسر، ونسبة 11% من الأسر كان لديها معيلات من الإناث دون وجود شريك،  بينما كانت نسبة 9.2% من الأسر لديها معيلون من الذكور دون وجود شريكة وكانت نسبة 24.8% من غير العائلات. تألفت نسبة 22.9% من أصل جميع الأسر من عدة أفراد يعيشون في نفس المنزل ونسبة 7.3% كانت تتألف من شخص يعيش بمفرده يبلغ من العمر 65 عاماً أو أكثر. وبلغ متوسط حجم الأسرة المعيشية 2.85، أما متوسط حجم العائلات فبلغ 3.34.
بلغ العمر الوسطي للسكان 36.6 عاماً. وكانت نسبة 28.3% من القاطنين تحت سن الثامنة عشر، وكانت نسبة 8.7% بين الثامنة عشر والرابعة والعشرين عاماً، ونسبة 24.1% كانت واقعةً في الفئة العمرية ما بين الخامسة والعشرين والرابعة والأربعين عاماً، ونسبة 27.3% كانت ما بين الخامسة والأربعين والرابعة والستين، ونسبة 11.6% كانت ضمن فئة الخامسة والستين عاماً فما فوق. وتوزع التركيب الجنسي للسكان بنسبة 50.5% ذكور و49.5% إناث.